# Хардвик, Седрик
Седрик Хардвик (англ. Cedric Webster Hardwicke, 19 февраля 1893 — 6 августа 1964) — английский и американский актёр кино и театра, режиссёр и продюсер.

## Биография
Седрик Хардвик родился в деревушке Лай, в графстве Вустершир, Великобритания в семье доктора Эдвина Хардвика. Он посещал грамматическую школу в Bridgnorth, графство Шропшир, а затем занимался в Королевской академии драматического искусства.
Он дебютировал на сцене лондонского театра «Лицеум» в 1912 году в мелодраме Фредерика Мелвилла «Монах и женщина», где он сыграл роль брата Джона. В этом же году он работал дублёром в Театре Её величества, а затем в театре Garrick Theatre в пьесах Чарльза Клейна. В 1913 году он присоединился к труппе Франка Бенсона и отправился с гастролями по провинциям Англии, Южной Африке и Родезии. В 1914 году он играл в пьесе Лоуренса Ирвинга «Неписаный закон», а затем появился в театре Олд Вик в 1914 году в роли Малкольма в «Макбет» Шекспира, могильщика в «Гамлете» и других.
В 1914—1921 годах Хардвик служит в рядах британской армии во Франции. В январе 1922 он присоединяется к труппе театра Бирмингема. Он сыграл множество классических героев в ведущих лондонских театрах. Он создал себе имя, играя в пьесах Бернарда Шоу, считавшего Хардвика пятым талантливейшим актёром, после четырёх братьев Маркс. Будучи одним из ведущих актёров, игравших в таких пьесах Шоу как «Цезарь и Клеопатра», «Пигмалион», «Тележка с яблоками», «Кандида», «Горько, но правда» и «Дон Жуан в аду», Хардвик был настолько проникновенен в игре, что в возрасте 41 года стал одним из самых молодых актёров, посвящённых в рыцари. Это событие произошло в 1934 году. Отныне к имени Хардвик добавилось почётное рыцарское звание «сэр».
Дебют Хардвика в английском кинематографе состоялся в 1913 году. Среди первых ролей — воплощение таких исторических личностей как Горацио Нельсон и Альфред Дрейфус. В декабре 1935 года он был избран Rede Lecturer Кембриджского университета на 1936 год. В 1939 году Хардвик уезжает в Голливуд на съемки, сыграв Давида Ливингстона в фильме «Стэнли и Ливингстон», его партнером, сыгравшим Генри Стэнли, был Спенсер Трейси. В том же году вышел ещё один фильм с его участием:Горбун из Нотр-Дама (Хадвик в роли Клода Фролло, Чарльз Лоутон в роли Квазимодо. За ними вышел фильм «Призрак Франкенштейна» (1942). Затем Хардвик продолжил свою карьеру уже в Нью-Йорке.
В 1944 он вернулся в Великобританию, много гастролировал, выступал на сцене, в частности в Вестминстерском театре в марте 1945 года. Он возвращается в Америку в конце 1945 года и выступает вместе с Этель Берримор в пьесе Шоу «Пигмалион». В 1951—1952 годах он играет на Бродвее в пьесе Шоу «Дон Жуан в аду» вместе с Агнес Мурхед, Шарлем Буайе и Чарльзом Лотоном.
Несмотря на роли в таких фильмах как «Отверженные» (1935), «Копи царя Соломона» (1937), «Ключи от царства небесного» (1944), «Мальчик Уинсли» (1948) и «Ричард Третий» Лоренса Оливье (1955), Хардвика сегодня вспоминают на родине в основном по роли короля Артура в музыкальной комедии «Янки при дворе короля Артура» (1949), поющим в трио вместе с Бингом Кросби и Уильямом Бендиксом, и роли фараона Сети I в фильме «Десять заповедей» (1956) Сесиля Де Милля.
В 1956 году он появляется в одной из серий «Альфред Хичкок представляет» в роли мистера Принси, аристократа, пытающегося скрыть преступление во избежание публичного скандала. В 1961—1962 годах он снимался в телевизионном комедийном сериале Гертруды Берг в роли профессора Крейтона, шедшего по телевидению 26 недель и в сериале «Мистер Адамс и Рождество».
Рональд Хардвик скончался в возрасте 71 года от пневмонии в Нью-Йорке и был кремирован.

## Память

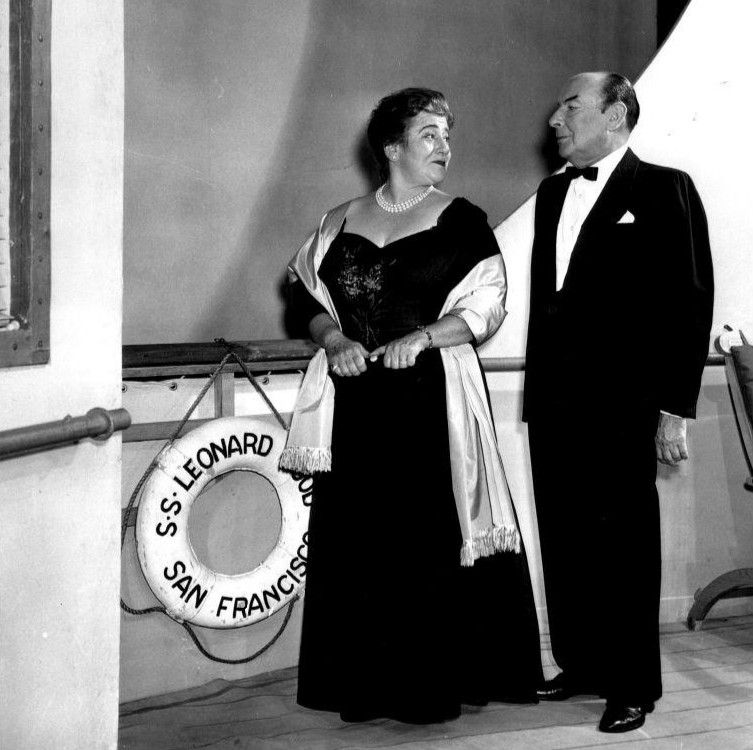
Гертруда Берг и Седрик Хардвик на бродвейской сцене в 1961 году

- На родине актёра установлен мемориал актёра работы Тима Толкиена. Мемориал представляет собой гигантский диафильм, изображающим сцены из известных фильмов Хардвика: «Горбун из Нотр-Дама», «Облик грядущего» и «Призрак Франкенштейна». Мемориал был открыт в ноябре 2005 года.
- Актёр также имеет две звезды на Голливудской аллее славы.
- Цитата Хардвика: «Актёры и воры лучше работают по ночам».

## Личная жизнь
Хардвик был женат дважды. Первая жена — Хелена Пикард, с которой он прожил в браке 20 лет (1928—1948). Вторая жена — Мэри Скотт Mary Scott (1950—1961).
Сын от первого брака, Эдвард Хардвик (1932—2011), также стал актёром, получившим известность в Великобритании благодаря роли доктора Ватсона в телевизионном сериале «Приключения Шерлока Холмса», шедшем в 1984—1994 годах.

## Фильмография (избранное)
Рональд Хардвик снялся в 95 фильмах. Основные жанры: драма, мелодрама, история.

| - 1926: Нельсон Nelson — Горацио Нельсон - 1931: Дрейфус Dreyfus — Альфред Дрейфус - 1932: Римский экспресс Rome Express - 1933: Упырь The Ghoul - 1935: Отверженные Les Misérables - 1935: Бекки Шарп Becky Sharp — Маркиз Стайн - 1936: Облик грядущего Things to Come — Теотокопулос - 1936: Роза Тюдоров Tudor Rose - 1937: Копи царя Соломона King Solomon’s Mines - 1937: Зеленый свет Green Light - 1939: On Borrowed Time - 1939: Стэнли и Ливингстон Stanley and Livingstone — Давид Ливингстон - 1939: Горбун из Нотр-Дама The Hunchback of Notre Dame — Жан Фролло Верховный судья, - 1940: Возвращение человека-невидимки The Invisible Man Returns — Ричард Кобб - 1940: Школьные годы Тома Брауна Tom Brown’s School Days - 1940: Ховарды из Вирджинии The Howards of Virginia - 1941: Подозрение Suspicion — генерал МакЛейдлоу - 1941: Закат Sundown - 1942: Призрак Франкенштейна The Ghost of Frankenstein — доктор Людвиг Франкенштейн - 1942: Агент-невидимка Invisible Agent - 1942: Коммандос атакуют на рассвете Commandos Strike at Dawn - 1943: Вечность и один день Forever and a Day (совместно с ещё 6 режиссёрами) — мистер Дабб - 1943: Луна зашла The Moon Is Down - 1943: Лотарингский крест The Cross of Lorraine | - 1944: Жилец The Lodger — Роберт Бонтинг - 1944: Вильсон Wilson — Генри Кабот Лодж - 1944: «На честном слове и на одном крыле» - 1944: Ключи от царства небесного The Keys of the Kingdom - 1945: Портрет Дориана Грея The Picture of Dorian Gray — рассказчик - 1946: Остерегайтесь жалости — доктор Альберт Кондор - 1947: Магнат Tycoon - 1947: Соблазнённый Lured — Джулиан Уайлд - 1947: Николас Никльби Nicholas Nickleby - 1947: Айви Ivy — инспектор полиции Орпингтон - 1948: Я помню маму I Remember Mama - 1948: Верёвка Rope — мистер Кентли - 1948: Мальчик Уинслоу The Winslow Boy - 1948: Женская месть A Woman's Vengeance - доктор Джеймс Либбард - 1949: Янки при дворе короля Артура A Connecticut Yankee in King Arthur’s Court — король Артур - 1951: Лис пустыни The Desert Fox: The Story of Rommel - 1952: Зелёная перчатка The Green Glove — отец Горон - 1953: Саломея Salome - 1953: Botany Bay - 1953: Война миров The War of the Worlds — голос за кадром - 1955: Ричард III Richard III — Эдуард IV, король Англии - 1956: Вокруг света за 80 дней Around the World in Eighty Days — сэр Фрэнсис Кромарти - 1956: Producers' Showcase (телесериал) — Юлий Цезарь - 1956: Диана Diane - 1956: Елена Троянская Helen of Troy — Приам - 1956: Габи Gaby - 1956: The Vagabond King - 1956: Десять заповедей The Ten Commandments — фараон Сети I - 1957: История человечества The Story of Mankind - 1962: Пять недель на воздушном шаре Five Weeks in a Balloon — профессор Самуэль Фергюссон - 1964 Пожиратель тыкв The Pumpkin Eater — мистер Джеймс |